# Margaret Millar
Margaret Ellis Sturm Millar (Kitchener, 5 febbraio 1915 – Santa Barbara, 26 marzo 1994) è stata una scrittrice canadese.

## Biografia
Studiò all'Università di Kitchener e si laureò in Lettere Classiche. Nel 1938 sposò lo scrittore Kenneth Millar, noto con lo pseudonimo di Ross Macdonald. Rimasta incinta e costretta all'immobilità, lesse alcuni polizieschi e volle cimentarsi con questo genere letterario. Anche suo marito era un maestro del romanzo giallo. La coppia si trasferì nel 1940 a Santa Barbara, dove Kenneth divenne sceneggiatore.
Millar esordì come scrittrice nel 1941 e continuò a pubblicare fino all'anno della sua morte (1994). L'unica figlia, Linda, morì a trentun anni nel 1970. Il marito morì nel 1983.

## Riconoscimenti
- 1956 - Edgar Award per il  miglior romanzo[2] con Beast in View[3];
- 1965 - nomination all'Edgar Award per il miglior romanzo, con The Fiend[4];
- 1971 - Nomination all'Edgar Award per il miglior romanzo, con Beyond This Point Are Monsters[5];
- 1983 - Grand Master Award assegnato dalla Mystery Writers of America[6]
- 1986 - Arthur Ellis Award, categoria Derrick Murdoch Award[7].

## Opere

### Romanzi con Paul Prye
- The Invisible Worm, 1941
- The Weak-Eyed Bat, 1942
- The Devil Loves Me, 1942

### Romanzi con l'Ispettore Sands
- Wall of Eyes, 1943
  - Occhi nel buio , Collana Biblioteca Economica n. 54, Arnoldo Mondadori Editore, 1956; I Classici del Giallo Mondadori, n. 315, 1979
- The Iron Gates, anche con il titolo Taste of Fears, 1945
  - L'orecchio alla tomba, Il giallo del mandarino, Il Mandarino, 1963;
  - Un dito ha un'ombra lunga e nera (La cancellata), Gialli Feltrinelli K 350 n. 9, Feltrinelli, 1967;
  - Sapore di paura, Il Giallo Mondadori n. 1967, Mondadori, 1986; I Classici del Giallo Mondadori n. 1007, Mondadori, 2004

### Romanzi con Tom Aragon
- Ask for Me Tomorrow, 1976
  - Cercatemi domani, sarò morto, Il Giallo Mondadori n. 1489, Mondadori, 1977; Classici del Giallo n. 746, Mondadori, 1995
- The Murder of Miranda, 1979
  - L'assassinio di Miranda Il Giallo Mondadori n. 2467, Mondadori, 1996
- Mermaid, 1982

### Altri romanzi polizieschi
- Fire Will Freeze, 1944
- Do Evil in Return 1950
  - Inganno per quattro, Il Giallo Mondadori n. 151, Mondadori, 1951; I capolavori dei gialli n. 296, Mondadori, 1966; Classici del Giallo n. 894, Mondadori, 2001
- Rose's Last Summer, 1952
  - L'ultima estate di Rosa French, Il Calabrone n. 2, Cino del Duca Editore, 1955
- Vanish in an Instant, 1952
  - La morte viene da lontano, I Gialli del Secolo n. 71, Casini Editore, 1953
  - Il segreto di Virginia, Il Giallo Mondadori n. 2226, Mondadori, 1991
- Beast in View, 1955
  - La porta stretta, Libri che Scottano n. 43, Longanesi, 1958; Classici del Giallo Mondadori n. 208, 1975; stessa collana, n. 797, 1997;
  - Quando chiama una sconosciuta, traduzione di Giovanni Viganò, Polillo, Milano 2012
- An Air That Kills; titolo alternativo The Soft Talkers, 1957
  - Un'aria che uccide, I Romanzi del Corriere n. 58, 1959
  - Chi perde un amico..., Il Giallo Mondadori n. 2135, Mondadori, 1989; Classici del Giallo n. 1162, Mondadori, 2007
- The Listening walls, 1959
  - I muri ascoltano I Romanzi del Corriere n. 68, 1960
  - La scatola d'argento, Il Giallo Mondadori n. 2272, Mondadori, 1992
- A Stranger in My Grave, 1960
  - Uno sconosciuto nella mia tomba Mystbooks, Mondadori, 1990; Il Giallo Mondadori n. 2214, Mondadori, 1991; Classici del Giallo n. 1207, Mondadori, 2008
- How Like an Angel, 1962
  - Una torre per il profeta, Il Giallo Mondadori n. 772, Mondadori, 1963; Classici del Giallo n. 656, Mondadori, 1992
- The Fiend, 1964
  - Jessie è scomparsa, Il Giallo Mondadori n. 2318, Mondadori, 1993
- Beyond This Point Are Monsters, 1970
  - Mistero senza fine, Il Giallo Mondadori n. 2116, Mondadori, 1989
- Banshee), 1983
  - L'urlo, Il Giallo Mondadori n. 2441, Mondadori, 1995
- Spider Webs, 1986, 
  - Ragnatele, Il Giallo Mondadori n. 2007, Mondadori, 1987; Classici del Giallo n. 1081, Mondadori, 2005

### Altri romanzi
- Experiment in Springtime, 1947
- It's All in the Family, 1948
  - La deliziosa Priscilla, I romanzi dell'orchidea, Jandi-Sapi, 1950
- The Cannibal Heart, 1949
- Wives and Lovers, 1954

### Memorie
- The Birds and the Beasts Were There: The Joys of Birdwatching and Wildlife Observation in California's Richest Habitat, 1968